# 坡州郡
坡州郡（：／ Paju-gun）是韓國京畿道北部已撤銷的郡，位於首爾市西北40公里左右，東鄰楊州郡，南鄰高陽郡，西部接壤開豐郡（今北韓開城工業地區範圍）及金浦郡，北鄰漣川郡，是坡州市的前身。坡州於朝鮮世祖五年（1459年）由原平都護府（원평도호부）和交河縣合併而成，原稱坡州牧（파주목），於1895年升格為坡州郡，後來由於人口上升，符合升格要求，於1996年升格為坡州市，坡州郡被廢止。

## 歷史
- 高句麗長壽王六十二年（475年），坡州郡一帶原屬述爾忽縣（술이홀현）、坡害平史縣（파해평사현）及泉井口縣（천정구현）。
- 新羅景德王十六年（757年），坡害平史縣、述爾忽縣及泉井口縣分別被改稱坡平縣（파평현）、峰城縣（봉성현）及交河郡（교하군）。
- 高麗禑王十三年（1387年），峰城縣被合併至新設的瑞原縣（서원현）。
- 朝鮮太祖二年（1393年）：瑞原縣升格為瑞原郡（서원군）。
- 朝鮮太祖七年（1398年）瑞原郡、坡平縣合併，設原平郡（원평군）。
- 朝鮮太宗十五年（1415年），原平郡與交河郡合併，設原平都護府。
- 朝鮮太宗十八年（1418年），交河郡從原平都護府分離，並改稱交河縣。
- 朝鮮世祖六年（1460年），撤銷原平都護府，改設坡州牧，是坡州一名首次出現。
- 朝鮮肅宗十三年（1687年），交河縣合併至坡州牧。
- 朝鮮高宗三十二年（1895年），坡州牧升格至坡州郡，在實行二十三府制下，由漢城府管轄。
- 朝鮮高宗建陽元年（1896年）8月4日，二十三府制被十三道制取代，坡州郡改為由京畿道管轄。
- 日治時期大正三年（1914年）3月1日，朝鮮總督府實行府郡面統廢合，交河郡被編入至坡州郡。[1]

1. ↑  . 朝鮮總督府. 1913-12-29.